# SH-04G
ドコモ スマートフォン AQUOS EVER SH-04G（ドコモ スマートフォン アクオス エバー エスエイチゼロヨンジー）は、シャープによって開発された、NTTドコモの第3.9世代移動通信システム（Xi）と第3世代移動通信システム（FOMA）とのデュアルモード端末である。ドコモ スマートフォン（第2期）のひとつ。

## 概要
SH-03Gの兄弟機種で、フラッグシップモデルなどと比較するとコンパクトに仕上げられている。ディスプレイは新開発のカラーフィルターとバックライトを搭載したTFT液晶。対応スペックは絞りこまれ、戦略的な価格も狙うモデルになる。音声エージェント「エモパー」は非搭載だが、旧機種向けの簡易タイプ「エモパーLite」には対応している。
カメラ機能では、Night Catch、フレーミングアドバイザーなどの機能を搭載。防水、赤外線通信、おサイフケータイに対応している。
LTEに対応、VoLTEも利用できるが、キャリアアグリゲーションなどLTE Advancedの機能はサポートされない。また、ワンセグ、フルセグ、NOTTVにも非対応。
端末名の「EVER」は、「Ever ready sharp pencil」に因む。
キャッチコピーは「『ちょうどいい』が心地いい。私のベストチョイス」。

## 主な機能
| 主な対応サービス                                                      | 主な対応サービス                                      | 主な対応サービス                     | 主な対応サービス                                                  |
| --------------------------------------------------------------------- | ----------------------------------------------------- | ------------------------------------ | ----------------------------------------------------------------- |
| タッチパネル/加速度センサー                                           | PREMIUM 4G/Xi/FOMAハイスピード/VoLTE                  | Bluetooth                            | DCMX/おサイフケータイ/NFC/かざしてリンク/赤外線/トルカ            |
| ワンセグ/フルセグ/モバキャス                                          | メロディコール                                        | テザリング                           | WiFi IEEE802.11b/g/n                                              |
| GPS                                                                   | ドコモメール/電話帳バックアップ                       | デコメール/デコメ絵文字/デコメアニメ | iチャネル                                                         |
| エリアメール/ソフトウェアーアップデート自動更新/生体認証 (指紋／虹彩) | デジタルオーディオプレーヤー(WMA・MP3他)/ハイレゾ音源 | GSM/3Gローミング(WORLD WING)         | フルブラウザ/Flash Player                                         |
| Google Play/dメニュー/dマーケット                                     | Gmail/Google Talk/YouTube/Picasa                      | バーコードリーダ/名刺リーダ          | ドコモ地図ナビ/ドコモ ドライブネット/Google Maps/ストリートビュー |

## 歴史
- 2015年5月13日 - NTTドコモより発表。
- 2015年6月19日 - 発売。

## アップデート・不具合など
2015年6月30日のアップデート
- ホーム切替にてGoogle Now ランチャー設定時、まれに再起動する場合がある不具合を修正。
- 特定のアプリにおいて、通知音設定の変更が反映されず、初期設定の通知音が鳴る場合がある不具合を修正。
- ビルド番号が01.00.00、01.00.02から01.00.03になる。

2015年7月6日のアップデート
- まれに正しく画面表示ができない場合がある不具合を修正。
- ビルド番号が01.00.00、01.00.02、01.00.03から01.00.04になる。

2015年9月29日のアップデート
- 128GBまでのmicroSDXCカードに対応。
- Gmailにおいてまれに予測変換候補が表示されない場合がある不具合を修正。
- ビルド番号が01.00.00、01.00.02、01.00.03、01.00.04から01.00.05になる。

2015年12月17日のアップデート
- 携帯電話（本体）が意図せず再起動する場合がある不具合を修正。
- ビルド番号が01.00.00、01.00.02、01.00.03、01.00.04、01.00.05から01.00.06になる。

2016年10月18日のアップデート
- 携帯電話（本体）が意図せず再起動を繰り返す場合がある不具合を修正。
- ビルド番号が01.00.00、01.00.02、01.00.03、01.00.04、01.00.05、01.00.06から01.00.08になる。

2017年7月12日のアップデート
- 伝言メモの応答メッセージが正しく再生されない場合がある不具合を修正。
- ビルド番号が01.00.00、01.00.02、01.00.03、01.00.04、01.00.05、01.00.06、01.00.08から01.00.10になる。